# Siim Roops
Siim Roops (* 4. März 1986 in Tartu) ist ein estnischer ehemaliger Fußballspieler. 

## Karriere
Siim Roops begann seine Karriere in der Jugend des JK Tammeka Tartu. Im Jahr 2002 wurde der Abwehrspieler erstmals in der Meistriliiga eingesetzt. In der Folgezeit konnte sich Roops einen Stammplatz erkämpfen. Nach fünf Spielzeiten in Tartu wechselte dieser 2007 zum estnischen Rekordmeister Flora Tallinn. In Tallinn konnte er an den Leistungen, die er zuvor bei Tammeka gezeigt hatte, nicht anknüpfen, da er unter Pasi Rautiainen in zwei Saisons kaum zu Spielminuten kam. Gleichwohl gewann Roops mit Flora den Estnischen Pokal. Auch eine viermonatige Ausleihe zum Viertligisten Valdres FK nach Norwegen fiel in diese Zeit. Am Saisonende 2008 wechselte er zum JK Tulevik Viljandi, wo er für zwei Spielzeiten unter Vertrag stand. Im Jahr 2010 kam er zum Stammverein aus Tartu zurück und konnte sich dort in zwei Jahren, die er dort spielte, in der ersten Elf etablieren. Mit Ende der Saison 2011 unterschrieb Siim Roops einen Vertrag bei FK Jerv aus Norwegens 2. Divisjon. Mit der Mannschaft aus Grimstad stieg er am Saisonende 2012 aus der 3. in die 4. Liga ab. 2014 ging er dann weiter zum estnischen Drittligisten FC Santos Tartu und stieg mit dem Verein sofort in die zweite Liga auf. In den Spielzeiten 2017 und 2018 war er vereinslos, schloss sich dann aber Anfang 2019 dem Amateurklub FC Otepää an.

## Nationalmannschaft
Siim Roops absolvierte am 3. Februar 2007 seine einzige Partie für die estnische A-Nationalmannschaft. Unter dem niederländischen Nationaltrainer Jelle Goes wurde Roops bei der 0:4-Testspielniederlage gegen Polen, welche im spanischen Jerez de la Frontera ausgetragen wurde, 66 Minuten lang eingesetzt. Mit diesem Einsatz war Roops der 200. Nationalspieler in der Länderspielgeschichte des Baltischen Staates.

## Erfolge
- Estnischer Pokalsieger: 2008